# Ялтамус
Ялтамус (Ялта-Мус, устар. Чуватка) — река в России, протекает по Пачелмскому, Каменскому и Белинскому районам Пензенской области. Начинается к югу от села Пустынь, течёт в южном направлении. На реке стоит деревня Петровка. Устье реки находится в 39 км от устья Кевды по левому берегу. Длина реки составляет 12 км.

## Данные водного реестра
По данным государственного водного реестра России относится к Окскому бассейновому округу, водохозяйственный участок реки — Мокша от истока до водомерного поста города Темников, речной подбассейн реки — Мокша. Речной бассейн реки — Ока.
Код объекта в государственном водном реестре — 09010200112110000026950.